# Wapen van Cuijk en Sint Agatha

Wapen van Cuijk en Sint Agatha, 1817-1965

Het wapen van Cuijk en Sint Agatha werd op 16 juli 1817 bevestigd door de Hoge Raad van Adel aan de Noord-Brabantse gemeente Cuijk. Echter de gemeente Cuijk werd pas gevormd op 1 januari 1994, toen de gemeenten Beers, Cuijk en Sint Agatha en Haps werden samengevoegd. In het register van de Hoge Raad van Adel wordt bij het afgebeelde wapen inderdaad de naam Cuijk vermeld.. Het wapen is wel aangevraagd door het gemeentebestuur van Cuijk en Sint Agatha, maar werd het abusievelijk als het wapen van Cuijk vermeld in het register. Na de samenvoeging in 1994 verviel het wapen van Cuijk en Sint Agatha als gemeentewapen. Het gemeentewapen werd voortgezet door gemeente Cuijk, maar nu voorzien van een kroon.

## Blazoenering
De blazoenering luidde als volgt:
Van goud, beladen met twee fascen en verzeld van acht meerlen, staande 3, 2 en 3, alles van keel..
De mereltjes hebben op de registertekening van de Hoge Raad van Adel snavels. De heraldische kleuren zijn goud (goud of geel) en keel (rood).

## Geschiedenis
Het wapen is identiek aan dat van de Cuijkse tak van het geslacht Van Cuijk, dat vele heren van het Land van Cuijk heeft geleverd.

## Verwante wapens

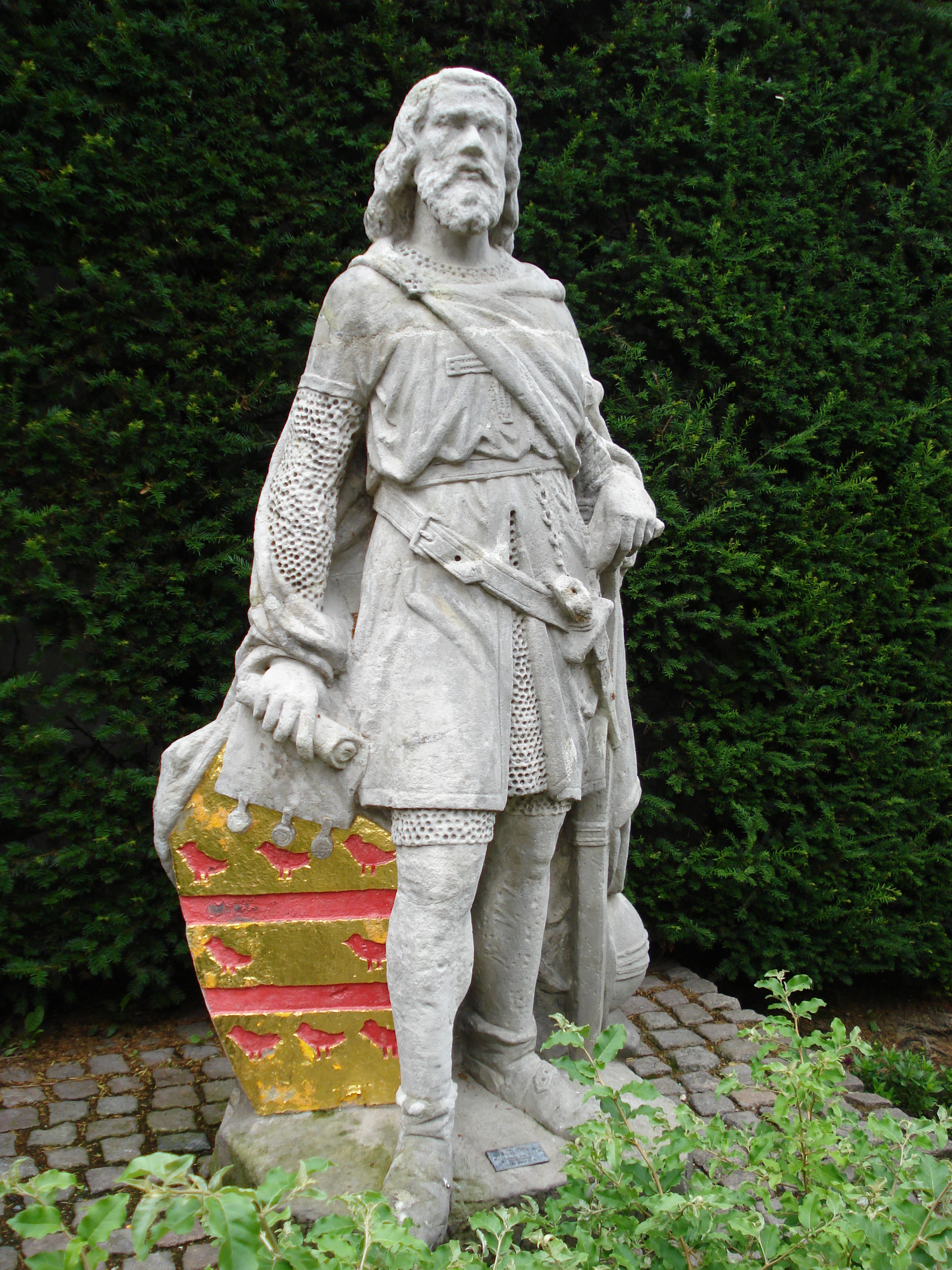
Jan I van Cuijk met zijn wapen.
Wapen van Cuijk
Graaf van Cuijk, Wapenboek Beyeren
Otte van Cuijk, Wapenboek Beyeren